# Сусак Ярослав Михайлович
Ярослав Михайлович Сусак (нар. 30 червня 1964, м. Косів, Івано-Франківська область) — український науковець, доктор медичних наук, професор, завідувач кафедри хірургії з курсом невідкладної та судинної хірургії Національного медичного університету імені О. О. Богомольця, керівник спеціалізованого відділення хірургії печінки, жовчних проток та підшлункової залози Київської міської клінічної лікарні швидкої медичної допомоги, заслужений лікар України, кавалер ордена Гідності Європарламенту.

## Біографія
1971—1981 роки — навчання у СШ № 1 м. Косів, Івано-Франківська області.
1981—1987 роки — навчання на лікувальному факультеті Львівського державного медичного інституту.
1987—1988 роки — інтернатура з хірургії у Київської міської лікарні швидкої медичної допомоги.
1988—1990 роки — хірург поліклініки № 4 Ленінградського району міста Києва.
1990—1991 роки — завідувач хірургічного відділення поліклініки № 4 Ленінградського району міста Києва.
1991—1993 роки — старший лаборант кафедри загальної хірургії Київського медичного інституту імені О. О. Богомольця.
1993—2006 роки — асистент, доцент кафедри загальної хірургії Національного медичного університету імені О. О. Богомольця.
2006—2019 роки — професор кафедри хірургії Національного медичного університету імені О. О. Богомольця.
2008—по теперішній час — клінічний керівник спеціалізованого відділення хірургії печінки, жовчних проток та підшлункової залози (хірургічне відділення № 2) КНП «Київська міська клінічна лікарня швидкої медичної допомоги».
2019—по теперішній час — завідувач кафедри хірургії з курсом невідкладної та судинної хірургії Національного медичного університету імені О. О. Богомольця.

## Наукова діяльність
Автор 226 друкованих наукових праць (23 — у закордонних наукових виданнях, які входять в скопус), 25 патентів. Індекс Гірша: за Scopus — 6, за Google Scholar — 8 та за Web of Science — 5. 
У 1997 році Сусак Я. М. захистив кандидатську дисертацію на тему: «Значення жовчного мікролітіазу у виборі лікувальної тактики при гострому рецидивуючому панкреатиті», у 2004 році — захистив докторську дисертацію на тему: «Діагностика та лікування незапальних захворювань підшлункової залози, ускладнених жовтяницею».
Під керівництвом Сусака Я. М. захищено 8 кандидатських дисертацій.
Від 2021 року Сусак Я. М. став головним редактором англомовного українського медичного журналу «General Surgery» (укр. «Загальна хірургія»).

### Праці
- «Значення жовчного мікролітіазу у виборі лікувальної тактики при гострому рецидивуючому панкреатиті» (1997);
- «Діагностика та лікування незапальних захворювань підшлункової залози, ускладнених жовтяницею» (2004);
- «Взаимосвязь мицеллярности и литогенности желчи» (1996);
- «Comparison of chemotherapy and Х-ray therapy with Ukrain monotherapy for colorectal cancer» (1996);
- «Клініко-морфологічні аспекти парапанкреатиту // Актуальні проблеми панкреатобіліарної та судинної хірургії» (1998);
- «Експериментальний аналіз дії амітозину на секрецію жовчі» (2001);
- «Застосування етилізації у комплексі лікування нерезектабельних злоякісних пухлин підшлункової залози, ускладнених жовтяницею» (2002);
- «Острый панкреатит у больных со злокачественными новообразованиями» (2002);
- Susak Y. M., Dirda O. O., Fedorchuk O. G., Tkachenko O. A., Skivka L. M. «Infectious Complications of Acute Pancreatitis Is Associated with Peripheral Blood Phagocyte Functional Exhaustion» // Digestive Diseases and Sciences. — 2020. — № 1. — P. 121—130.
- Susak Y., Tkachenko O., Lobanova O., Skivka L. «A case report of severe acute pancreatitis with infected necrosis and concomitant Coronavirus Disease‑19 (COVID‑19): a nosocomial infection or delayed respiratory manifestation of viral disease?» // General Surgery (Загальна хірургія). — № 1. — 2021. — P. 42—47.
- Susak Y. M., Opalchuk K, Tkachenko O, Rudyk M, Skivka L. «Routine laboratory parameters in patients with necrotizing pancreatitis by the time of operative pancreatic debridement: Food for thought» // World Journal of Gastrointestinal Surgery. — 2022. — № 14. — P. 64—77.
- Susak Y. M., Markulan L. Y., Palytsya R. Y., Teterina V. V. «The impact of minimally invasive palliative decompression of bile ducts on quality of life in patients with distal malignant mechanical jaundice» // General Surgery (Загальна хірургія). — № 1. — 2022. — P. 35—42.

## Нагороди
- Заслужений лікар України (13 червня 2018);
- Орден гідності Європарламенту (1997).